# اولمرترسوق
اولمرترسوق (به لاتین: Ulamertorsuaq) یک کوه در گرینلند است که در Kujalleq, Greenland واقع شده‌است. اولمرترسوق ۱٬۸۵۸ متر بالاتر از سطح دریا واقع شده‌است.